# Hanois citadell

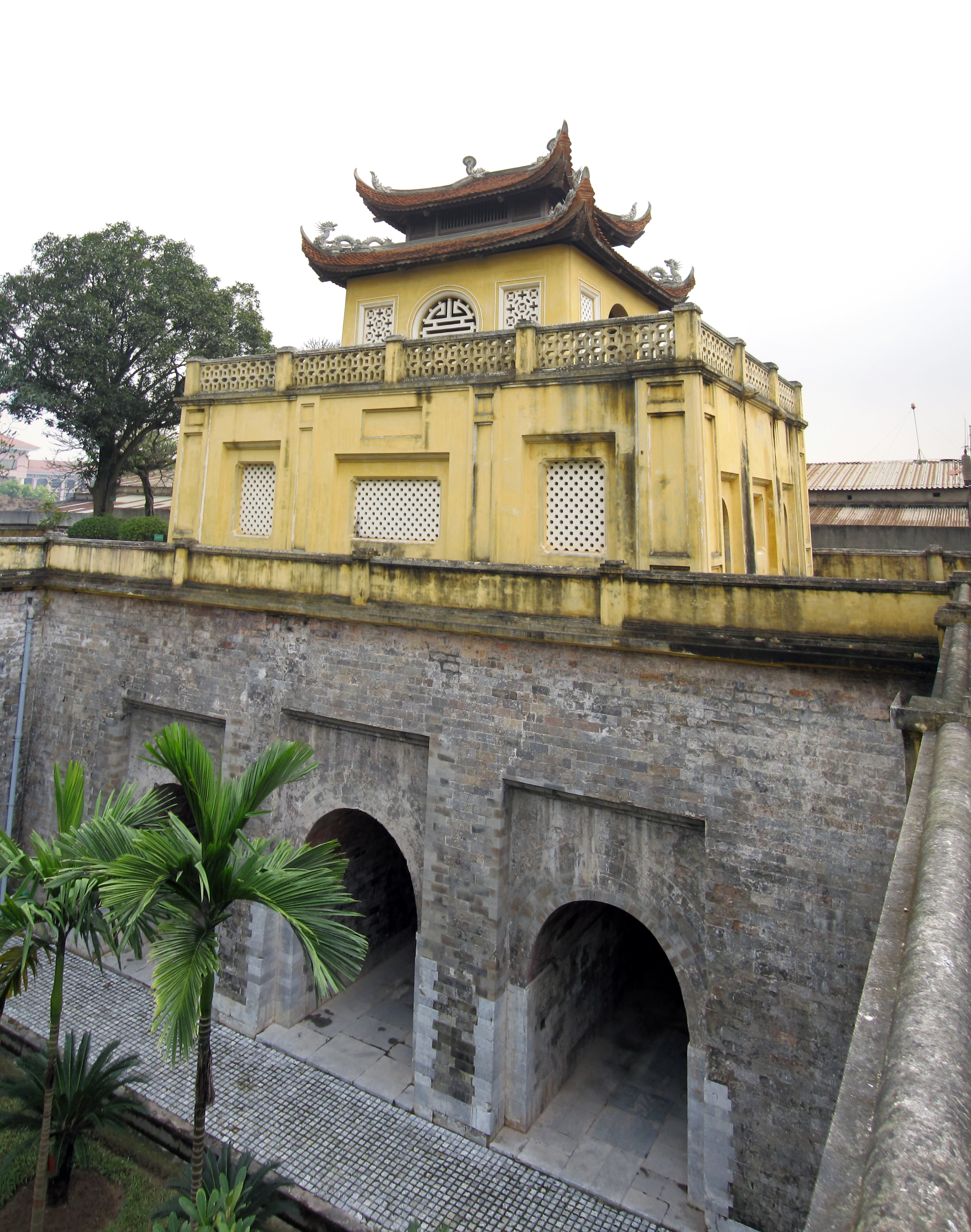
Hanois citadell.

Hanois citadell byggdes 1805 av kung Gia Long där tidigare Thang Long citadellet hade liggat. Större delen förstördes av fransmännen 1894. Idag så är platsen en militärbas och hem för höga officerare och deras familjer. Idag återstår bara delar av murarna, Hanois flagtorn och norra porten (Cua Bac Mon).
Norra porten har ett tempel på toppen tillägnat motståndsmännen Nguyễn Tri Phương (1800-1873) och Hoàng Diệu (1829-1882). På framsidan syns ett kanonhåll orsakat av franska kanoner under ett angrepp 25 april 1882.